# سوبيك
سوبيك أو سوبِك أو سُبِك (كما يمكن نطق اسمه: سِبِك، سوخت، سوبكي)، هو إله مصري قديم مع طبيعة متعددة الجوانب، فهو إله مرتبط بتماسيح النيل، ويمثّل صورياً إما في شكل التمساح أو في شكل إنسان برأس التمساح، وارتبط سبك كذلك بالسلطة الملكية والخصوبة والبراعة العسكرية، وقد اعتبر كذلك إلهاً وقائياً ضد الأخطار بصفات طاردة للشر، ارتبطت بوجه خاص مع الأخطار التي يمثلها النيل بفيضانه.

## تاريخه
تمتع سوبك بوجود طويل الأمد في عائلة الآلهة المصرية، فمن الدولة القديمة (2686-2181 ق.ح.ع) عبوراً للفترة الرومانية (30 ق.ح.ع - 350 ح.ع) ظل معبوداً بصفاته المختلفة. وهو معروف لأول مرة من عدة فصول من نصوص الأهرام الشهيرة في الدولة القديمة، وخاصة من الفصل 317. الذي يصف الملك مادحاً له كتجسيد حي لهذا الإله التمساح، ومنه:
«أوناس هو سوبك أخضر الريش، مع وجه يحذّر ومقدمة مرتفعة، الراشّ الذي جاء من فخذ وذيل من الإلهة الكبيرة في ضوء الشمس... وقد ظهر أوناس كسبك، ابن نيت، وسوف يأكل أوناس بفمه، سوف يتبول أوناس وأوناس سوف يضاجع بقضيبه، أوناس هو سيد السائل المنوي، الذي يأخذ النساء من أزواجهن إلى مكان أوناس كما يحب وفقا لهوى قلبه».
يتجادل العلماء حول أصل اسمه، ولكن الكثيرين يعتقدون أنه مشتق من الفعل السببي «يستلقح» من التلقيح أو المضاجعة.
و كما كان سوبك يعبد في الدولة القديمة، اكتسب مكانة بارزة كذلك في الدولة الوسطى (2050-1650 ق.ح.ع)، وعلى الأخص في عهد ملوك الأسرة الثانية عشر، وبالتحديد أمنمحات الثالث، الذي أولى اهتماماً خاصاً بمنطقة الفيوم، وهي منطقة ترتبط ارتباطاً وثيقاً بسوبك. فأمنمحات وكثير من ملوك الأسرة بنوا العديد من المشاريع لتعزيز سلطة سوبك كإله ومعظمها كانت تبنى في الفيوم. وفي هذه الفترة، خضع سوبك أيضا لتغيير مهم: فقد كان غالبا ما يتحد مع الإله حورس. وهذا جعل سوبك أقرب إلى ملوك مصر، مما أعطاه مكانة أكثر أهمية بين الآلهة المصرية. وأضاف هذا الاتحاد مستوى آخر من التعقيد لطبيعة هذا الإله، كما تم اعتماد سوبك في ثالوث حورس ووالديه: أوزوريس وإيزيس.
اكتسب سوبك لأول مرة دوره كإله للشمس من خلال علاقته بحورس، ولكن هذا تم تعزيزه في فترات لاحقة مع ظهور الإله سوبك رع، وهو مزيج من سوبك وإله الشمس الرئيسي رع. سوبك حور استمرت كشخصية في الدولة الحديثة (1550-1069 ق.ح.ع)، ولكن لم يتصدر سوبك رع المشهد حتى أواخر الأسرات المصرية أو في العهد المتأخر. واستمر هذا الفهم للإله بعد سقوط آخر الأسرات المصرية في عهود بطالمة ورومان مصر (332 ق.ح.م - 390 ح.ع). وكانت هيبة كل من سوبك وسوبك رع تزداد في هذه الفترة الزمنية وأولي إليه أهمية كبيرة - سواء من خلال توسيع معابده أو من خلال البحث الديني لجعل هذا الإله في أوج قوته في العقيدة نفسها.

## عبادته
منطقة الفيوم بأكملها - «أرض البحيرة» كما كانت تعرف في مصر القديمة (التي تشير تحديدا إلى بحيرة قارون) - كانت بمثابة مركز عبادة سوبك. وقد طورت معظم مدن الفيوم نسخها المحلية الخاصة بها من هذا الإله، مثل سوبك نبتونيس في أم البريجات، سوبكو نوكوني في كوم الأتل، وسوكسي في موقع غير معروف في المنطقة. وفي كوم أوسيم، كان يعبد شكلين من الإله: ينيفيروس وبيتسوتشوس. وهناك، تم استخدام التماسيح المحنطة كأغراض مقدسة لبيتسوتشوس.
كان سوبك شيديتي، راعي العاصمة المركزية في الفيوم، كروكوديلوبوليس (أو شيديت كما هو اسمها بالمصرية القديمة)، أبرز شكل للإله. وقد تحققت بناءات واسعة تكريماً سوبك في شيديت، كما أنها كانت عاصمة أرسينويت (مقاطعة الفيوم في العصور اليونانية الرومانية) بأكملها، وبالتالي أهم مدينة في المنطقة. ويعتقد أن الجهود المبذولة لتوسيع معبد سوبك الرئيسي كانت مدفوعة في البداية من قبل بطليموس الثاني. وكان الكهنة المتخصصون في المعبد الرئيسي في شيديت يعملون فقط لخدمة سوبك، وتقلدوا ألقاباً مثل «كاهن الآلهة التمساح» و«من يدفن جثث آلهة التماسيح في أرض البحيرة».
و خارج الفيوم، كانت كوم أمبو، في جنوب مصر، أكبر مركز لعبادة سوبك، وخاصة خلال الفترات البطلمية والرومانية. وتقع كوم أمبو على بعد حوالي 30 ميلا (48 كيلومترا) شمال أسوان وتم بناؤ معبد كبير فيها خلال العصر اليوناني الروماني (332 ق.ح.ع - 395 ح.ع). وكان يسمى المعبد في هذا الموقع «بر سوبك»، وهذا يعني «بيت سوبك».

## الصفات والميثولوجيا المحيطة
سوبك - قبل كل شيء - إله عدواني وحيواني تتغذى قصصه من سمعة الحيوان الساكن فيه وهو تمساح النيل الكبير والعنيف، فبعض من ألقابه يصور هذه الطبيعة وأبرزها: «من يحب السرقة»، «الذي يأكل بينما يضاجع»، و«حاد الأسنان». ومع ذلك، فإنه يعرض أيضاً الخير الكبير في أكثر من أسطورة يحتفل بها. وبعد ارتباطه بحورس وما تبع ذلك من اعتماده في الثالوث الأوزيري لأوزيرس وإيزيس وحورس في الدولة الوسطى، أصبح سوبك مرتبطاً بإيزيس كمعالج لأوزيريس المتوفى (بعد قتله العنيف كما تحكي قصة أوزير وإست وست وحور المعروفة). وفي الواقع، على الرغم من أن العديد من العلماء يعتقدون أن اسم سوبك، سبك، مشتق من سـ - باك، «الملقّح» أو «المضاجع»، والبعض الآخر يفترض أنه هو شكل تشاركي من الفعل «س ب ق»، الكتابة البديلة «س ا ق» التي تعني «الموحّد»، تعني أن سبك يمكن أن يترجم تقريبا إلى «من يوحد (الأطراف المقطوعة من أوزوريس)».
و من هذا الارتباط مع الشفاء أن سوبك اعتبر إلهاً واقياً. وكان وحشيته قادرة على درء الشر في الوقت نفسه للدفاع عن الأبرياء. وهكذا أصبحت قصته مقنعة بين العامة الذين عبدوه بكل إخلاص حسب صفاته السابقة، وخاصة في الفترات المتأخرة من التاريخ المصري القديم. ولم يكن من غير المألوف، ولا سيما في عهود بطالمة ورومان مصر، صناعة مومياوات للتماسيح من أجل تقديم القرابين في معابد سبك. كما كان يقدم لسوبك قرابين بيض التمساح المحنط، بهدف التأكيد على الطبيعة الدورية لخصائصه الشمسية في صورة الإله سوبك رع. وبالمثل ظهرت التماسيح على أسس دينية كتجسيدات حية لسوبك. وعند وفاتهم، كانت تحنط بما أنها حيوانات مقدسة. وتم تنفيذ هذه الممارسة على وجه التحديد في معبد كروكوديلوبوليس الرئيسي. وقد تم العثور على هذه التماسيح محنطة مع تماسيح صغير في أفواهها وعلى ظهورها. فالتمساح - واحد من عدد قليل من غير الثدييات التي تهتم بصغارها بشكل جديّ - في كثير من الأحيان تنقل ذريتها بهذه الطريقة على ظهورها أو في أفواهها. وممارسة الحفاظ على هذا الجانب من سلوك الحيوان عن طريق التحنيط من المرجح أنه للتأكيد على الجوانب الوقائية والرعوية في سوبك التي تظهر رغم شراسته، لأنه يحمي الشعب المصري بنفس الطريقة التي تحمي بها التماسيح صغارها.

## معرض

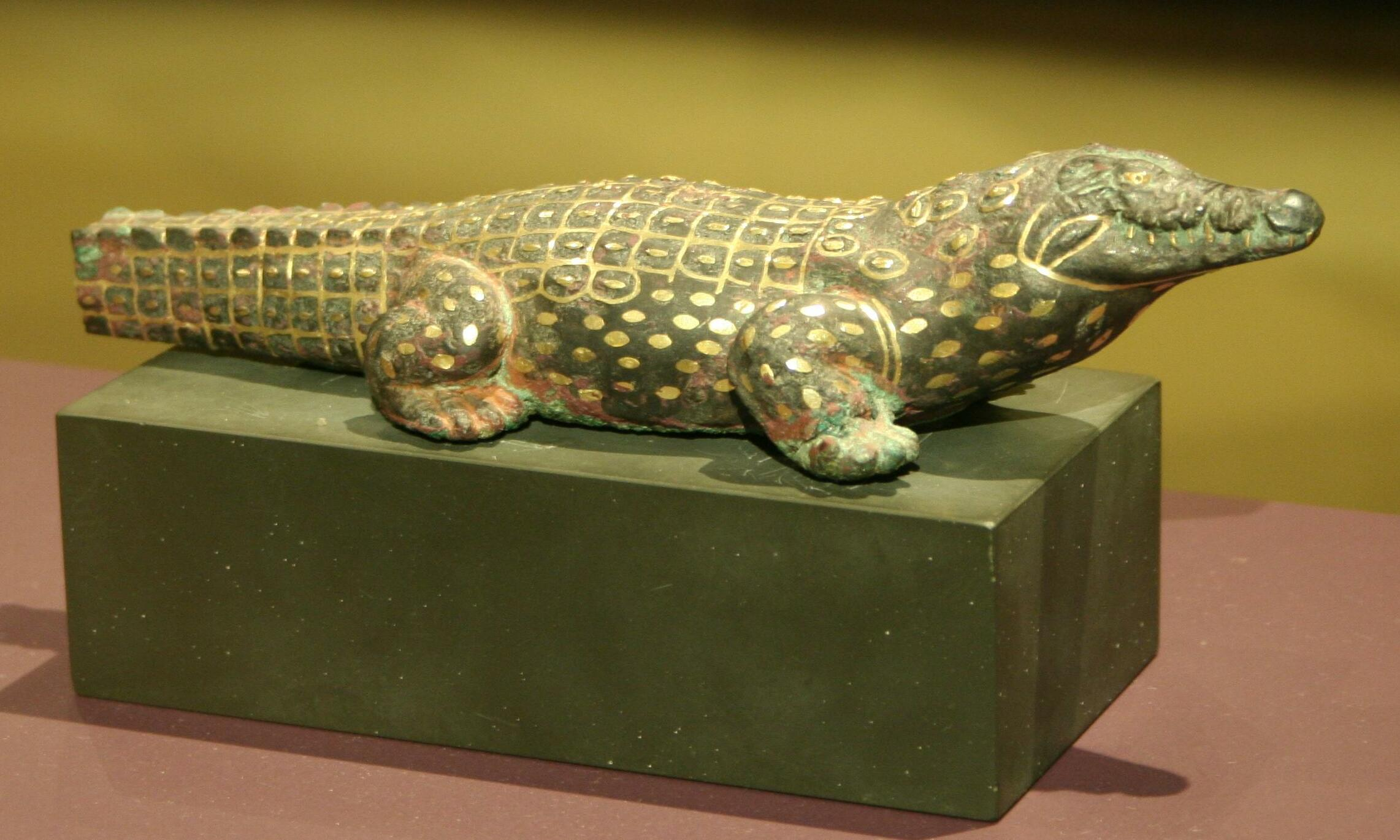
سوبك في شكل تمساح، اسرة ال12 المتحف المصري بميونيخ.
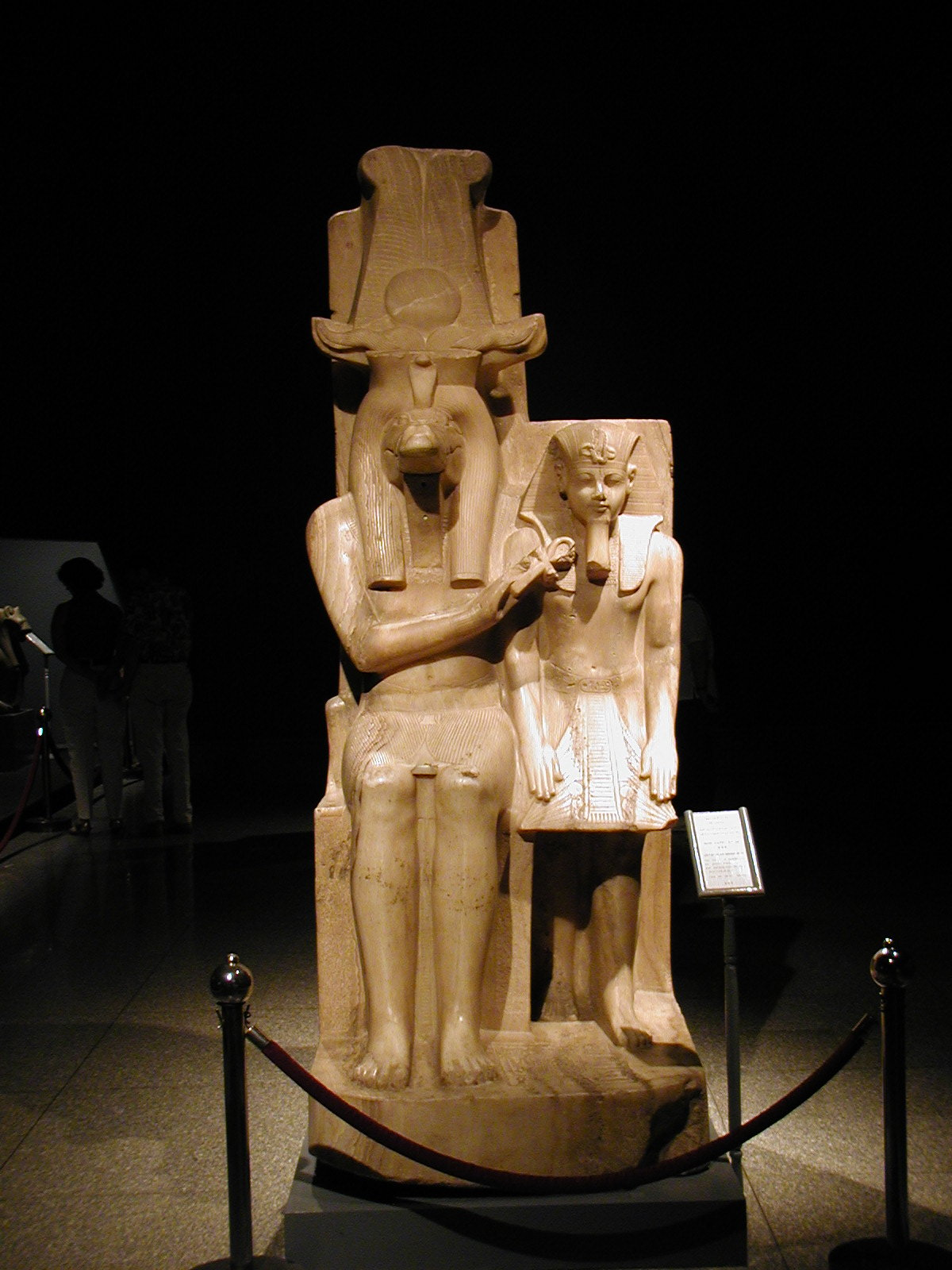
ويظهر هذا التمثال الفرعون أمنحتب الثالث مع شكل الشمس سوبيك، من المرجح سوبيك-حورس. متحف الأقصر.
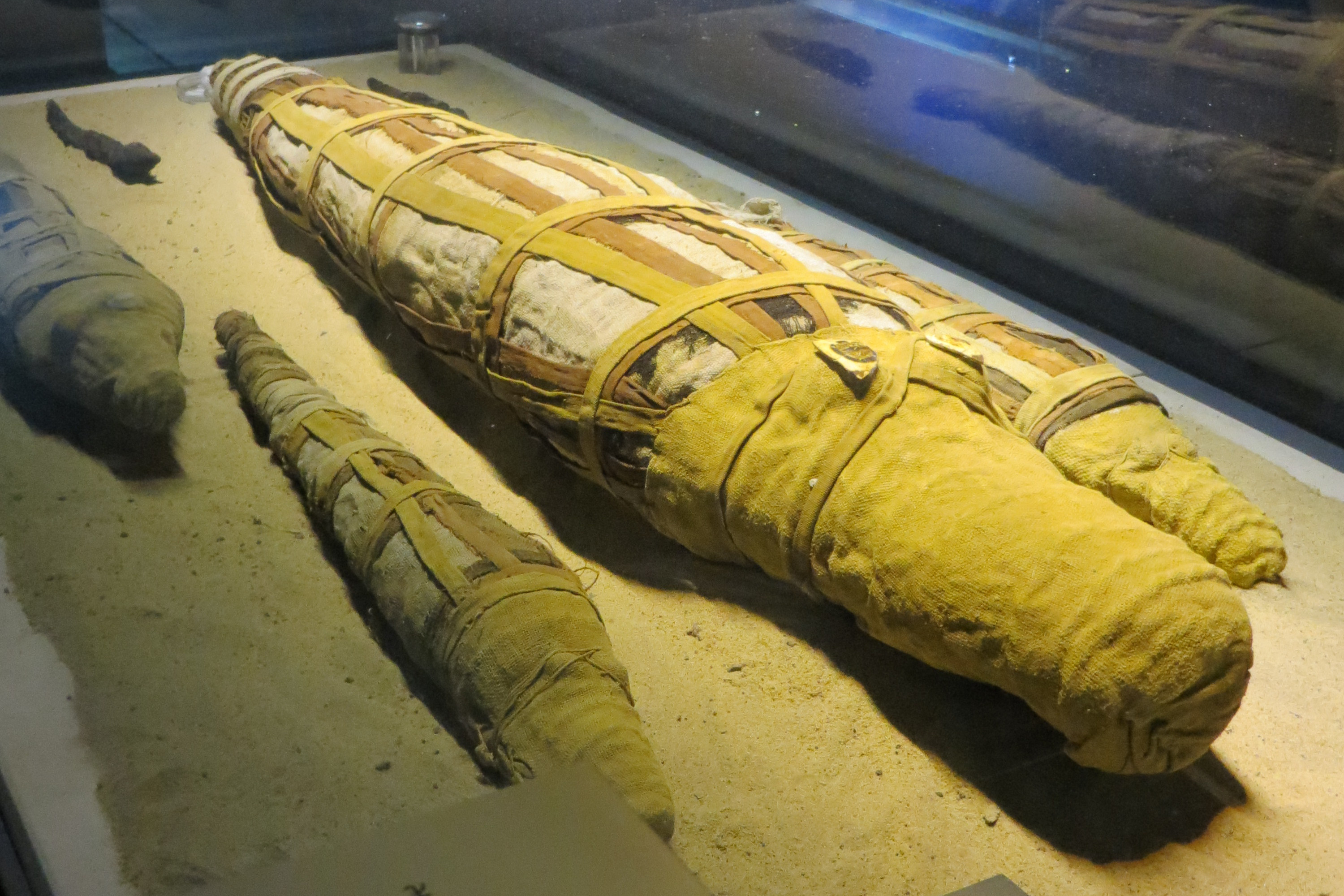
تماسيح من مختلف الأعمار محنطة في شرف سوبك. متحف التمساح، أسوان.
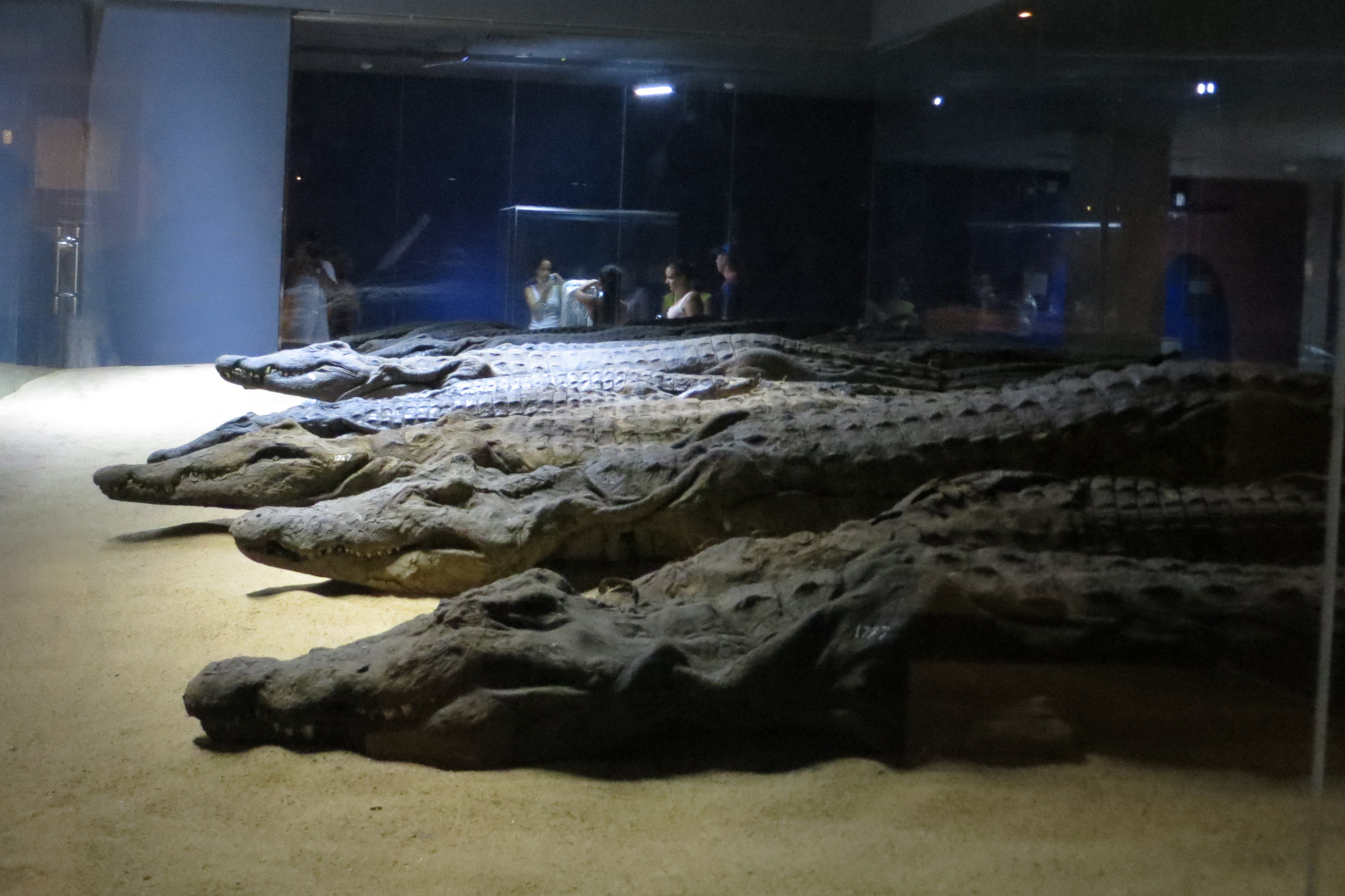
تماسيح محنطة. متحف التمساح، أسوان.